# Syrisches Gliedkraut
Das Syrische Gliedkraut (Sideritis syriaca) ist eine Pflanzenart aus der Gattung der Gliedkräuter (Sideritis) innerhalb der Familie der Lippenblütler (Lamiaceae). Diese Art besitzt ein disjunktes Areal mit einer Unterart auf Kreta und einer in der Türkei und Syrien. Sie wird als Tee verwendet.

## Beschreibung

### Vegetative Merkmale
Das Syrische Gliedkraut ist eine wenig verzweigte, am Grund verholzende Pflanze. Sie erreicht eine Wuchshöhe von 30 bis 50 Zentimetern. Ihre Behaarung ist drüsenlos (Indument).
Die dicht weißwollig behaarten Laubblätter sind gegenständig am Stängel angeordnet. Die unteren Laubblätter sind 0,5 bis 1 Zentimeter lang gestielt mit 2 bis 3,5 Zentimeter langer, elliptischer bis länglich-verkehrteiförmiger, ganzrandiger oder fein gekerbter Blattspreite. Die oberen Laubblätter sind fast sitzend mit schmal elliptisch-länglicher, 1 bis 5 Zentimeter langer Blattspreite.

### Generative Merkmale
Die drei bis zehn Scheinquirle sind alle voneinander entfernt und enthalten jeweils sechs bis zehn Blüten. Die mittleren Tragblätter sind 7 bis 15 Millimeter lang, breit eiförmig, in eine 3 bis 6 Millimeter lange Spitze ausgezogen, weißwollig, drüsenlos, so lang wie die Blüten oder etwas kürzer. Der Kelch ist 6 bis 9 Millimeter lang, mit 3 bis 4 Millimeter langen, lineal-lanzettlichen, zugespitzten Zähnen. Die Krone ist 8 bis 12 Millimeter lang, hellgelb, ohne braune Streifen an der Oberlippe.
Die Chromosomenzahl beträgt 2n = 32+2B.

## Systematik und botanische Geschichte
Die Erstveröffentlichung von Sideritis syriaca erfolgte 1753 durch Carl von Linné in Species Plantarum, Tomus II, S. 574.
Sideritis syriaca gehört zur Sektion Empedoclia innerhalb der Gattung Sideritis.
Bei manchen Autoren gibt es von der Art Sideritis syriaca etwa zwei Unterarten:
- Sideritis syriaca L. subsp. syriaca: Die Merkmale sind die wie oben für die Art beschriebenen. Die Chromosomenzahl beträgt 2n = 32.[3]
- Sideritis syriaca subsp. nusairiensis (Post) Hub.-Mor., unterscheidet sich von der nominotypischen Unterart durch etwas stärkere Verzweigung, 2 Millimeter lange, lanzettlich-dreieckige Kelchzähne und braun gestreifte Krone.[4] Die Chromosomenzahl beträgt 2n = 32 mit manchmal bis zu 3 B-Chromosomen.[5]

Nahe verwandt sind die in z. B. in Flora Europaea eingeschlossenen, in neueren Florenwerken aber getrennt behandelten Taxa Sideritis raeseri Boiss. & Heldr. (Westliche Balkanhalbinsel), Sideritis italica (Miller) Greuter & Burdet (= Sideritis sicula Ucria) (Italien, Sizilien) und Sideritis taurica Willd. (Krim, Bulgarien, Nördliches Anatolien). Auch offizinell wird der Name gerne in einem weiten Sinn gebraucht.
Der sachlich unrichtige botanische Name des Sideritis syriaca geht auf Caspar Bauhin zurück, der diese Art in seinem 1623 erschienenen Werk „Pinax theatri botanici“ Pilosella syriaca nannte. Dieses auf Tradition begründete Artepitheton wurde von Carl von Linné in der Erstveröffentlichung in Species Plantarum beibehalten, obwohl er als Verbreitungsangabe „Habitat in Creta“ angibt. Die auf der gleichen Seite beschriebene Sideritis cretica wurde von Linné irrtümlich Kreta zugeordnet; sie ist eine Bewohnerin der kanarischen Insel Teneriffa. Sideritis nusairiensis Post wurde 1893 als eigene Art beschrieben und erst 1978 durch Arthur Huber-Morath zu Sideritis syriaca gestellt.

## Vorkommen
Die beiden Unterarten von Sideritis syriaca sind disjunkt verbreitet:
Sideritis syriaca subsp. syriaca ist, trotz seines Namens, ein Endemit der Insel Kreta, in den Gebirgen Lefka Ori und Psiloritis relativ häufig, selten am Afendis Kavousi, fehlend im Dikti. Lebensraum sind die Phrygana der montanen und die Igelpolsterheiden der subalpinen Höhenstufe, in Höhenlagen von 800 bis 2450 Metern.
Sideritis syriaca subsp. nusairiensis (Post) Hub.-Mor. ist ebenfalls eine Gebirgspflanze und kommt als Endemit im Nurgebirge (= Amanus) in Höhenlagen von 1200 bis 2100 Metern an felsigen Kalkhängen vor. Diese Unterart kommt in der Türkei in den Provinzen Hatay, Adana und Gaziantep vor, in Syrien im Gouvernement Latakia.

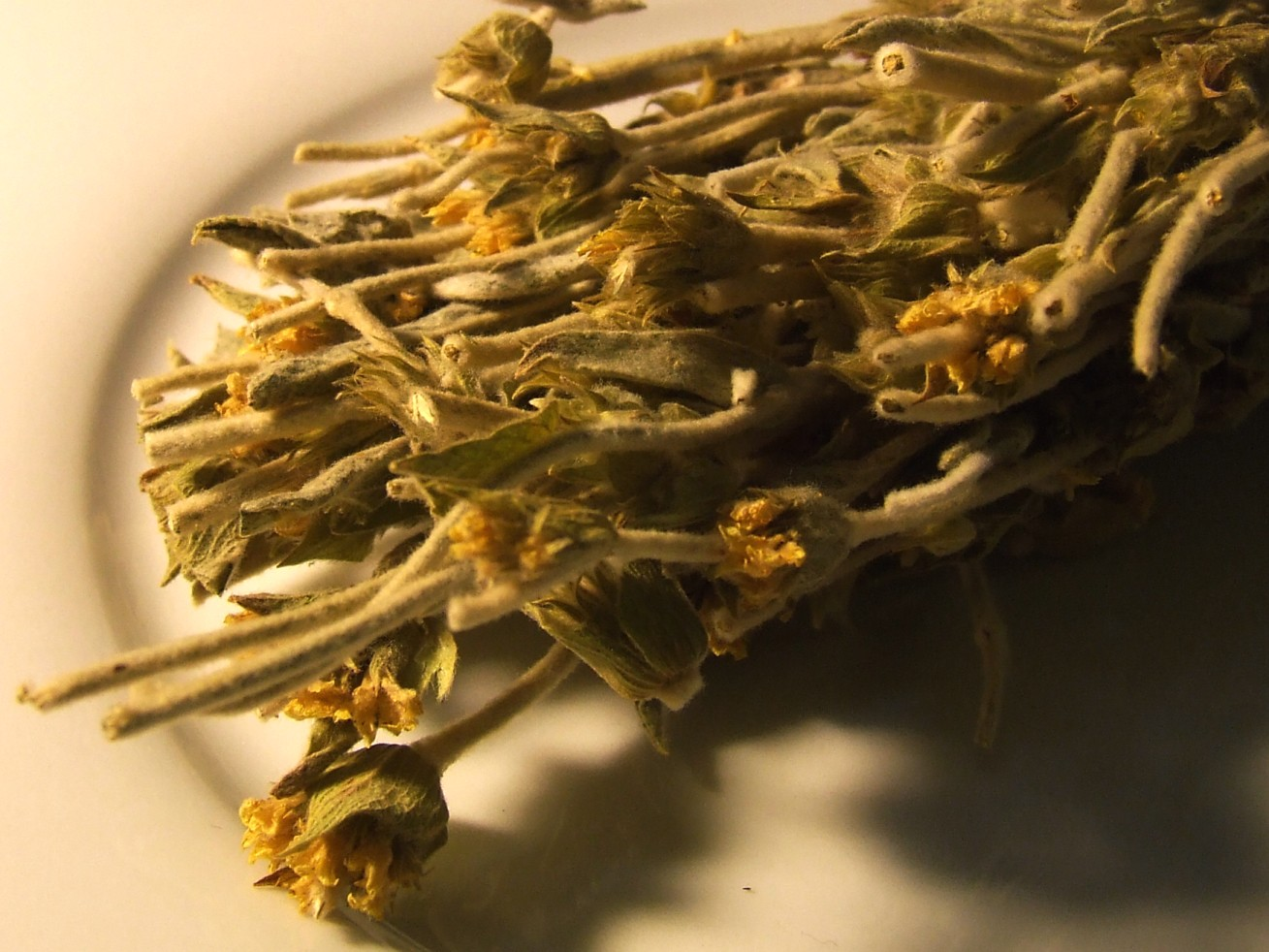
Die Droge von Sideritis syriaca

## Verwendung
Das Syrische Gliedkraut ist, wie auch andere Arten aus der Sektion Empedoclia, geschätzt als Teepflanze. Sie wird auf Kreta als „Malotira“ oder als „Kretischer Bergtee“ verkauft. Für den Teeaufguss werden die bereits verholzten Blütenstände gesammelt und getrocknet. Er wird gerne als Haustee getrunken und hat einen angenehmen, milden Geschmack. Das Syrische Gliedkraut wird auf Kreta nicht großmaßstäblich kultiviert und ist durch das gewerbsmäßige Sammeln beeinträchtigt bis gefährdet.
Mit Sideritis syriaca verwandt ist Sideritis clandestina, der als Griechischer Bergtee vereinzelt auch in Mitteleuropa angeboten wird.